# Abludomelita flavys
Abludomelita flavys är en kräftdjursart. Abludomelita flavys ingår i släktet Abludomelita och familjen Melitidae. Inga underarter finns listade i Catalogue of Life.